# Forrest Gump (roman)
Pour les articles homonymes, voir Forrest Gump (homonymie).
Forrest Gump est un roman écrit par Winston Groom, publié en 1986, qui raconte l'histoire du personnage du même nom, qui aurait vécu tous les évènements marquants du XXe siècle, repris dans le film Forrest Gump de Robert Zemeckis sorti en 1994.
Avant le succès du film, le roman a eu un tirage de 30 000 exemplaires, par la suite le tirage atteint 1,4 million d'exemplaires.
Une suite intitulée Gump and Co. est parue en 1995.